# Potentilla assalemica
Potentilla assalemica es una especie de planta del género Potentilla, perteneciente a la familia Rosaceae.

## Taxonomía
Potentilla assalemica fue descrita por Jiří Soják en 2006.

## Distribución
Se encuentra en el territorio de Irán, Cáucaso septentrional y Transcaucasia.